# Cantone di Val de Tardoire
Il Cantone di Val de Tardoire è una divisione amministrativa dell'arrondissement di Angoulême e dell'arrondissement di Confolens.
È stato costituito a seguito della riforma approvata con decreto del 20 febbraio 2014, che ha avuto attuazione dopo le elezioni dipartimentali del 2015.

## Composizione
Comprende i 29 comuni di:
- Agris
- Bunzac
- Charras
- Chazelles
- Coulgens
- Écuras
- Eymouthiers
- Feuillade
- Grassac
- Mainzac
- Marillac-le-Franc
- Marthon
- Montbron
- Orgedeuil
- Pranzac
- Rancogne
- Rivières
- La Rochefoucauld
- La Rochette
- Rouzède
- Saint-Adjutory
- Saint-Germain-de-Montbron
- Saint-Projet-Saint-Constant
- Saint-Sornin
- Souffrignac
- Taponnat-Fleurignac
- Vilhonneur
- Vouthon
- Yvrac-et-Malleyrand